# 한국식 핵공유
한국식 핵공유는 나토식 핵공유인 원래의 핵공유(nuclear sharing)와는 다른, 한국에 맞게 변형된 핵공유를 말한다.

## 역사
2023년 1월 2일, 윤석열 대통령은 조선일보와의 인터뷰에서 높아진 북한 핵·미사일 위협에 대응하기 위한 방책으로 '한·미 핵전력 공동기획·공동연습'을 언급하며 "사실상 핵공유 못지않은 실효적인 방안이 될 것"이라고 말했다. 이 방안은 '한국식 핵공유'로 불렸다.

## 핵무장의 단계
2023년 현재, 전세계의 핵무장 수준을 단계별로 살펴보면, 대략 다음과 같다.
- 1단계: 독자 핵무장. 미국, 영국, 프랑스, 러시아, 중국, 인도, 이스라엘, 북한, 파키스탄
- 1.5단계: 한국식 핵공유
- 2단계: 나토식 핵공유(nuclear sharing). 독일, 이탈리아, 터키
- 3단계: 핵무장한 미군이 지상배치된 핵우산(nuclear umbrella). 한국의 이승만 박정희 전두환 정부
- 4단계: 핵무장을 해제한 미군이 지상배치된 핵우산. 한국, 일본
- 5단계: 미군이 지상배치되지 않은 핵우산. 대만, 우크라이나

## 핵협의그룹
북핵 미사일 위협 등 유사시 미국의 확장억제(핵우산) 제공 과정에 한국의 참여 확대가 보장되는 핵협의그룹(Nuclear Consultative Group‧NCG)을 창설하기로 했다. 한국의 첨단 재래식 전력과 미국의 핵전력을 결합한 공동작전을 함께 기획하고 실행하기 위한 방안이 정기적으로 협의된다고 윤석열 대통령은 정상회담 후 기자회견에서 밝혔다.
전술핵무기 지상배치 여부를 제외하면, 핵과 전략무기 사용 과정을 동맹국과 공유하는 메커니즘인 NATO 핵기획그룹(Nuclear Planning Group‧NPG)과 유사하다.
워싱턴 선언은 핵운용에 특화된 정례 협의체인 핵협의그룹(NCG) 신설이 가장 핵심적인 내용이다.
새로 창설되는 NCG는 미국이 가진 핵전력과 관련한 정보공유, 전략기획, 공동실행 등을 논의하는 차관보급 협의체다. 분기별로 1차례 연 4회 개최되며, 협의 결과는 군 통수권자인 대통령에게 직접 보고된다. 한국군 당국은 NCG가 나토의 NPG보다 더 내실 있게 운영될 것으로 보고 있다. 국방부에 따르면 NPG는 나토 30여개국 국방장관이 연 1~2회 참가하는 다자협의체로 구체적 핵운용 정책에 대해 논의하기 쉽지 않지만, NCG는 한·미 양자협의체인 데다 회의가 더 자주 열릴 예정이다.
국민의힘 안철수 의원은, NCG는 차관보급 회의체인데, 나토의 NPG는 장관급 회의체라서, 나토 보다 오히려 더 났다는 국방부의 주장에 대해, 부정적인 입장을 취했다. 한국은 미국과 한미 안보협의회의(SCM)이라는 장관급 회의를 매년 열고 있다. 한국의 차관보급 NCG 창설안에 대해, 미국은 장관급 SCM이 더 났다면서, 부정적인 입장이었는데, 이번에 NCG를 창설하게 되었다.

## 차이

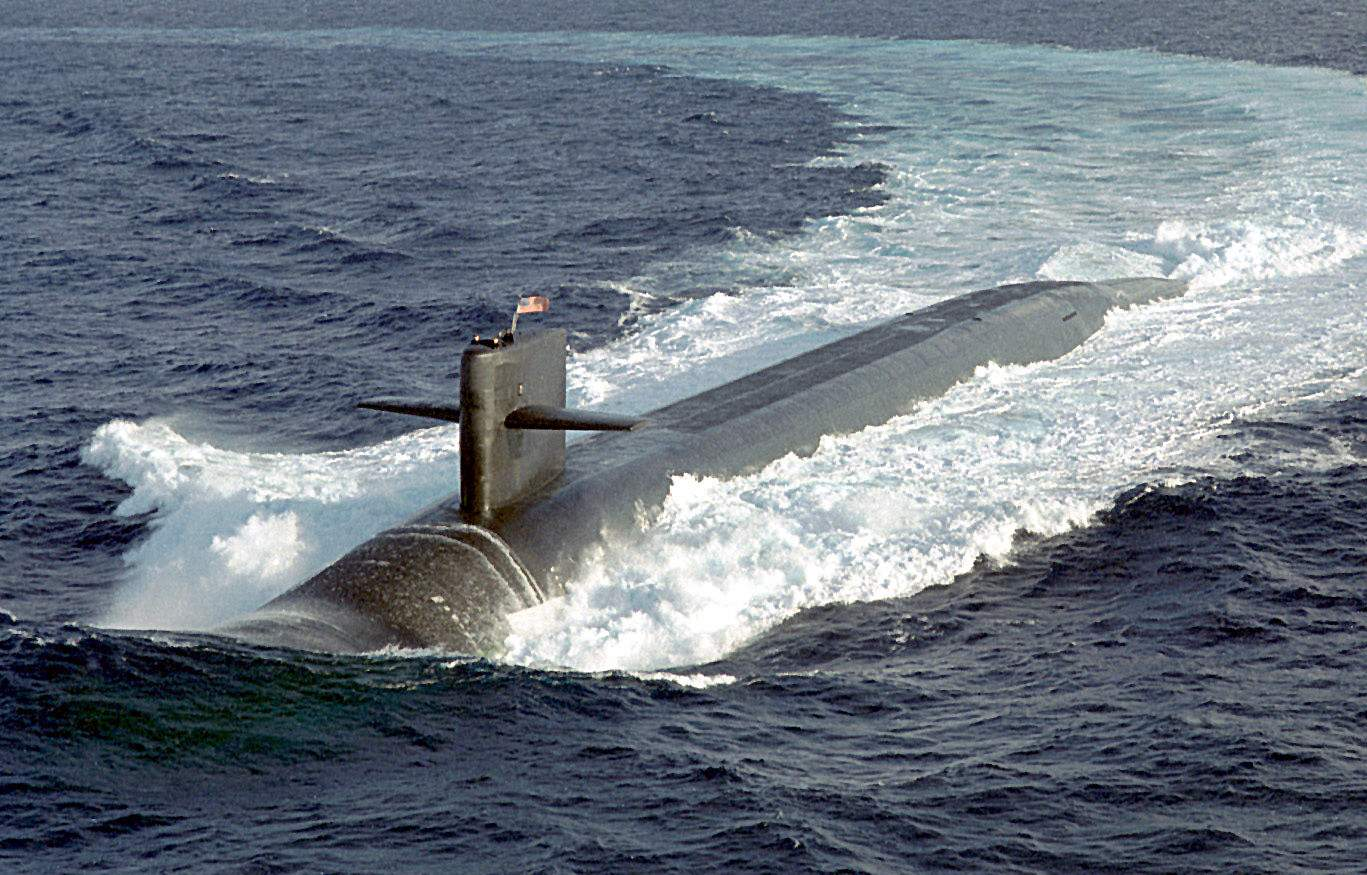
미국 해군 오하이오급 잠수함

나토식 핵공유는 나토 회원국 영토에 미국 전술핵무기가 배치돼 있다는 점에서 한국식 핵공유와 분명한 차이가 있다.
대신에 한국식 핵공유는 핵탄두를 탑재한 탄도미사일을 발사할 수 있는 전략핵잠수함(SSBN) 오하이오급 잠수함의 진입 등 한반도 주변에 보다 빈번한 미 전략자산 전개 활성화 등을 약속했다. 여기에는 전략핵잠수함(SSBN)의 한국 방문도 포함되는데 이는 1980년대 초반 이후 처음이라는 게 미국측 설명이다.
워싱턴 선언에서 오하이오급 잠수함의 한반도 정기전개를 명시했다.
영국과 프랑스는 지상배치 핵미사일과 항공기용 핵폭탄을 모두 폐기하고, 전략핵잠수함(SSBN)에만 핵미사일(SLBM)을 배치하여, 인근 해역에 최소한 한 척이 항상 숨어있게 한다. 4척 정도를 배치하여, 한 척은 잠복, 한 척은 훈련, 한 척은 정비, 이런 식으로 운용하고 있다.
영국은 최근에, 이렇게 SSBN 한 척이 인근 해역에 숨어있는 방식의 핵무장이, 도대체 무슨 큰 의미가 있냐면서, 유지비가 너무 비싸기만 하니, 차라리 미국 핵우산을 하는 것이 나은 것이 아닌가. 하는 정치권의 움직임이 있었다.
한국은 지상에 핵미사일, 핵폭탄이 없는 것은 영국, 프랑스와 동일하고, 인근 해역에 항상 전략핵잠수함(SSBN) 한 척이 숨어있게 되어서, 사실상 영국, 프랑스와 동일한 상태의 핵전쟁 대비태세를 갖추게 되었다.

## 논쟁
국회 국방위원회 소속 국민의힘 간사이자 3성 장군 출신인 신원식 국회의원 조차 "미국이 타국과 핵공유 관계를 맺은 것은 1966년 나토가 처음이고, 이번 대한민국이 두 번째"라고 반복해 주장했다. "그러나 1968년 NPT, 즉 핵확산금지조약 출범 이후로 기준을 한다고 하면, 대한민국이 첫 번째 국가"라고까지 이야기했다.
그러나, 에드 케이건 백악관 국가안보회의(NSC) 동아시아·오세아니아 담당 선임국장은 한국 기자들과 간담회에서 "한국 정부가 워싱턴 선언을 사실상 핵공유라고 설명하는 데 동의하느냐?"는 질문에 "매우 직설적으로 말하겠다. 우리는 사실상의 핵공유라고 보지 않는다"고 반박했다.
2023년 5월 5일, 조 바이든 미국 행정부는 연합뉴스 서면 질의에 대한 답변으로, 한미 정상이 도출한 워싱턴 선언이 나토식 핵공유를 넘어서는 강력한 대북 확장억제 약속이라는 입장을 밝혔다.

## 비판
한국식 핵공유는 나토의 핵공유 보다 오히려 낮은 단계가 아니냐는 비판이 있다. 나토에는 미국 핵무기가 지상배치되어 있고, 핵공격 명령권을 각 회원국의 국가원수가 갖고 있다. 그러면, 미군이 B61 핵폭탄을 회원국 전투기에 장착해준다. 물론 미국 대통령의 장착 지시가 있어야, 핵탄두의 전자장치가 활성화 된다.
이번 워싱턴 선언에서는, 미국은 한국 해역에 잠복한 오하이오급 잠수함의 핵공격 명령권은 여전히 미국 대통령만 갖는다고 분명하게 밝혔다. 북한이 한국에 선제 핵공격(제1격)을 할 경우에, 한국 대통령이 한국 해역에 잠복한 오하이오급 잠수함에 제2격을 명령할 수는 없다는 것이다. 그러나 한미동맹이 강력해진다면, 그런 별도의 통신장치와, "북한에 대한 제2격 명령권"을 한국 대통령에게도 부여하는 것은, 향후에 변경될 수도 있다.

## 같이 보기
- 핵공유
- 핵 잠재력
- USS 메인 (SSBN-741)